# Lonesome Luke on Tin Can Alley
Lonesome Luke on Tin Can Alley é um curta-metragem norte-americano de 1917, estrelado por Harold Lloyd. Uma cópia do filme está conservada no Museu de Arte Moderna, Estados Unidos.

## Elenco
- Harold Lloyd - Lonesome Luke
- Bebe Daniels - Bebe
- Snub Pollard
- Marie Mosquini
- S.B. Smith

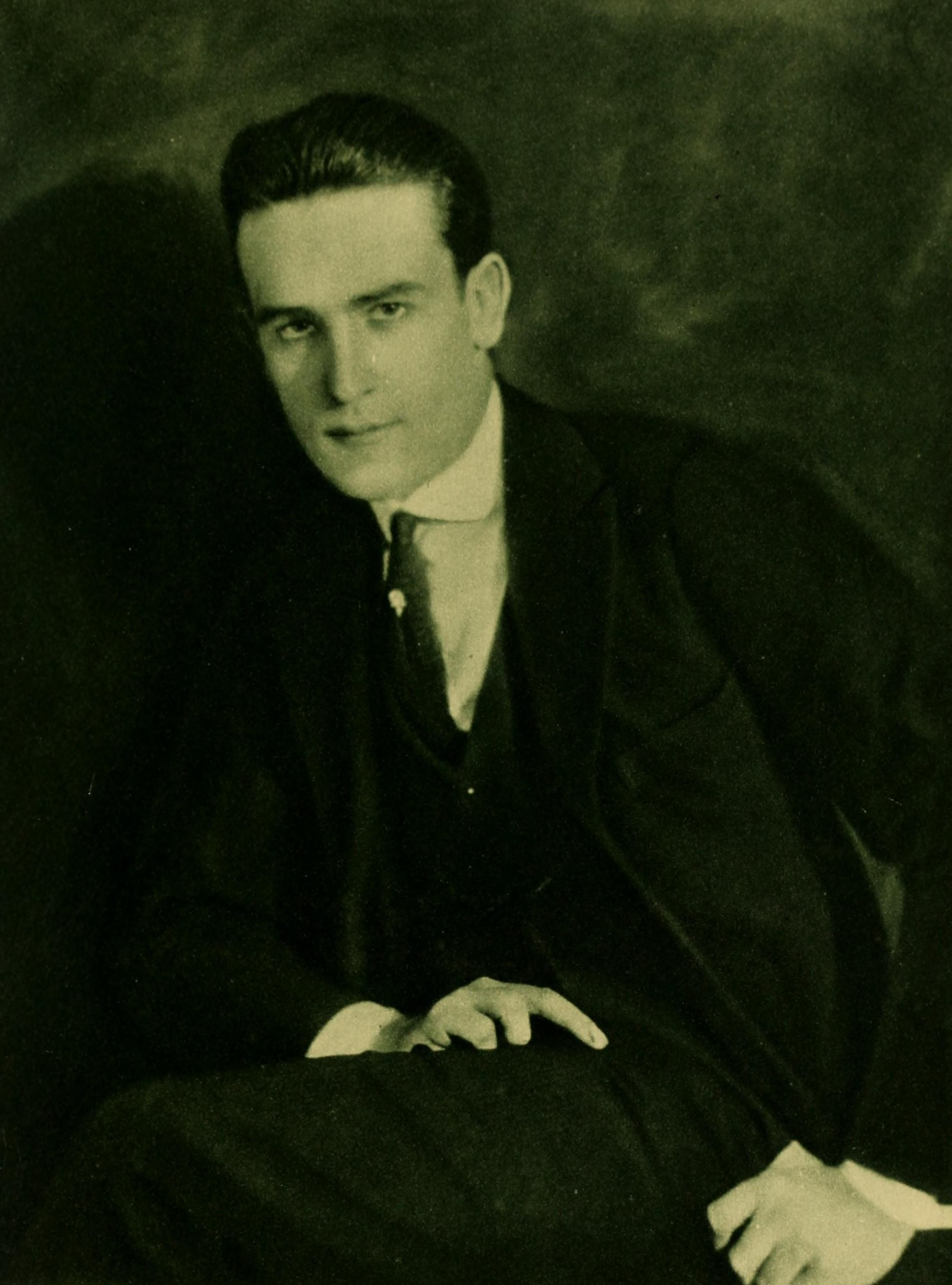
Harold Lloyd

- Margaret Joslin - (como Margaret Joslin Todd)
- Harry Todd
- Joe Turner
- Sammy Brooks
- Bud Jamison
- W.L. Adams
- Elmer Ballard
- Billy Fay
- Fred C. Newmeyer
- Gus Leonard
- Gilbert Pratt
- Charles Stevenson
- Dorothea Wolbert
- Earl Mohan